# 邓肯·古德休
邓肯·古德休（英語：Duncan Goodhew，1957年5月27日—），英国男子游泳运动员。他曾代表英国参加1976年和1980年夏季奥林匹克运动会游泳比赛，获得一枚金牌和一枚铜牌。